# 楊世模
楊世模，MH，JP（1957年9月13日—），前香港田徑代表隊隊員，現任中國香港田徑總會首席副主席。他在仍是運動員時期主攻中長跑及長跑項目。1971年正式投身公開賽場上，到了1986年退役。他退下來之後發揮其康復治療專業，為香港田徑代表隊成員提供物理治療支援。在體育事業以外則曾兼顧香港理工大學康復治療科學系副教授教職。

## 背景

### 早年生活
楊世模有一名胞姊。他早年居住在九龍仔木屋區萬香園。其時他經常到鄰居的果園摘番石榴，也會到界限街運動場遊玩。當他在1968年隨家人遷居石蔭徙置區3座之後，他受一齣英國電影《The Loneliness of the Long Distance Runner》啟發而對跑步產生強烈興趣，並在1973年得到區際運動會長跑金牌。但其首次參賽的年份實為1971年。另一方面，楊世模參加過小童群益會全港常識問題比賽，最後得到優異獎。
學業方面而言，楊世模在大坑東徙置區近12座的小學入讀一年級至四年級。1970年畢業於葵涌中華基督教會基蔭小學上午校（1968年小五至1970年小六），與已故香港中文大學工商管理學院卓敏管理學教授梁覺為同學，是該校第一屆畢業生。楊世模其後升讀中華基督教會全完中學（中一至中五，1975年），再轉學至拔萃男書院（中六預科，1976年）。

### 體育事業
身為一名運動健將，楊世模就讀初中期間，即1971年，到南華體育會主辦的田徑訓練班受訓。當年他時常現身於校內及校外的競賽項目，例如於1974年參加了由中國健身會主辦的全港華人攀登獅子山比賽。1975年參加了由南華會主辦的第29屆全港學界田徑運動大會。同年再參與其首場國外賽事 ─ 漢城亞洲田徑田錦標賽。他後來更以香港田徑代表隊隊員身份參與1982年英聯邦運動會。1982年1月26日，楊世模在一場辛酉狗年賀歲足球賽事休息時段的表演環節中表演1500公尺長跑。因為表現優秀，他在1984年獲選為1983年至1984年度香港業餘田徑總會成年男子組年度最佳運動員。而自中學畢業以來，他曾以拔萃男書院舊生兼該校田徑會成員身份亮相中國香港田徑總會跑步徑賽，直至1986年不再活躍於正式比賽當中。
在退役之前，楊世模既曾是香港800公尺及1英里長跑的紀錄保持者，又是世界上首位於4分鐘內完成1,500公尺長跑紀錄的香港華人。他在1985年1月於法國巴黎巴黎貝爾西體育館舉行的，國際田徑總會世界室內田徑錦標賽800公尺賽事中做出1分56秒47成績，位列第7名。這亦是他參與世界田總比賽的個人最佳成績。不過其運動員生涯中，800公尺跑的最佳時間為1984年創下的1分53秒92。是項時間紀錄最終在1988年被打破。
在退役之後，楊世模發揮其專長，投身物理治療界別。有鑑自己屢次面對傷患，而且1960至1970年代的香港體育界不流行物理治療，他在中學老師兼母校校長郭慎墀的建議下，報讀香港理工大學物理治療專業文憑。而後在拉籌伯大學修畢職業健康、安全與人體工學學士後文憑。1989年取得香港中文大學運動醫學及健康科學理學碩士學位，主要在大學研究院進修基本醫學。至2000年代初再到香港中文大學研究院進修理科哲學，且於2002年完成矯形外科及創傷學博士課程。由於田徑總會在1987年派代表團赴新加坡參與亞洲田徑錦標賽，他便應邀當運動物理治療師。他不但是輔助醫療業管理局註冊物理治療師，還成為澳洲註冊物理治療師兼註冊資深物理治療師。此後成了多屆奧林匹克運動會（2004年起至今）、亞洲運動會、東亞運動會以及亞洲室內運動會香港代表隊的隨隊（首席）物理治療師。
除了學以致用之外，楊世模曾在2007年至2008年擔任香港中文大學矯形外科及創傷學系客座副教授。2008年起出任香港理工大學復康治療科學學系助理教授，後期兼任該學系副教授兼運動物理治療理學碩士學位課程統籌。他現時已放下理工大學教職，專注促進香港體育界在支援方面的發展。

### 推廣體育運動
早於1990年代，楊世模已加入田徑總會當執行委員；有關契機來自他與運動員較熟稔，加上當年已主力負責香港田徑代表隊的工作，如是順理成章成為總會執行委員會一員。他從此至今多涉足推廣體育運動的範疇。自首屆全港運動會舉辦以來，他協助了不少有關的籌備工作，也擔任香港特區體育代表團、亞洲田徑大獎賽、世界田徑錦標賽等賽事領隊。此外，他亦接受了公職委任，包括獲委任為社會福利署香港展能精英運動員基金撥款小組委員會委員（2009年至2011年）、民政事務局社區體育事務委員會委員（已卸任）、港協暨奧委會中國香港運動禁藥管制機構（前稱「香港運動禁藥委員會」）委員和香港殘疾人奧委會暨傷殘人士體育協會運動表現提升諮詢委員會委員，兼任名譽司庫，更被國家衛生部列入為專家顧問之一。
2017年，出身田徑界的楊世模組織了一個團跑練習隊伍「樂跑匯」。他善用其中國香港田徑總會註冊教練和國際田聯一級教練資格（2009年之前得到），以總教練身份為有意參加渣打香港馬拉松的參賽者舉辦馬拉松訓練課程。現時仍不時籌劃體育項目事宜，如出任中國銀行（香港）港珠澳大橋（香港段）半馬拉松籌備委員會主席。

### 其他角色
楊世模兼具退役運動員與物理治療師兩重身份，對體育專業知識的運用可見於他其餘身兼的角色。作為中國香港運動醫學及科學學會院士、南方醫科大學訪問教授的他，商業上是物理治療診所「Aurora Physiotherapy and Fitness Centre」的顧問。工餘時便是香港職業及環境健康學院名譽司庫、香港人類工效學學會主席（2005年至2007年）、亞洲田徑總會委員、中國體育科學學會運動防護專科委員會常務委員、國際非牟利人道組織 Project HOPE 復康醫學訓練課程顧問及香港體育學院運動醫學及運動科學委員會增選委員（2023年至2025年）。2023年5月起，他擔任東華學院校務委員會委員。而他具有職業健康 / 安全的知識則應用於為工人提供職業健康教育服務指導，同時是香港工人健康中心董事會成員。

### 社會榮譽
楊世模於2010年獲香港特別行政區政府頒發行政長官社區服務獎狀。2017年獲委任為非官守太平紳士。2022年基於在推動香港體育界發展方面貢獻良多而獲頒授榮譽勳章。

## 著作
- 2012年：《長跑運動全攻略 健體、訓練、比賽》（商務印書館（香港）有限公司）
- 2013年：《你也可以跑完馬拉松》（北京科學技術出版社）
- 2016年：《長跑運動全攻略 健體、訓練、比賽》（增訂版，商務印書館（香港）有限公司）
- 2017年：《香港馬拉松的足蹤》（與彭合著，商務印書館（香港）有限公司）
- 2022年：《燃燒吧田徑魂 香港田徑百年的足跡與傳承》（與彭冲合著，商務印書館（香港）有限公司）

## 參與節目
- 2018年：渣打香港馬拉松2018呈獻：堅持信念跑更遠（無綫電視）[62]
- 2022年：場上•場下（港台電視31）
- 2023年：體育新世界（無綫電視）[63]

## 外部連結
- 楊世模的Facebook專頁